# Avenida de Guadalajara (metropolitana di Madrid)
Avenida de Guadalajara è una stazione della linea 2 della metropolitana di Madrid.
Si trova sotto all'Avenida de Guadalajara nell'intersezione con l'Avenida de Canillejas a Vicálvaro, nel distretto di San Blas-Canillejas.

## Storia
La stazione fu inaugurata il 16 marzo 2011 quando la linea 2 venne prolungata fino a Las Rosas.

## Accessi
Ingresso Avenida de Guadalajara
- Dresde Avenida de Guadalajara 136 (angolo con Calle de Dresde)
- Ascensore Avenida de Guadalajara (angolo con Avenida de Canillejas a Vicálvaro).